# Karakalpaks
Els karakalpaks ('barret negre') són un poble turc de l'Àsia central a l'Uzbekistan, a la vora de la mar d'Aral.
Els russos ja esmenten un poble anomenat Barrets Negres (Černiye Klobutsi) al segle xii però no es creu que siguin són els mateixos, ja que no tornen a aparèixer fins al segle xvii quan els ambaixadors Skibin i Troshin comunicaren que vivien a la vora del Sirdarià al sud de la ciutat de Turquestan. Se suposa que havien emigrat de la regió del riu Volga hi haurien format una confederació tribal al final del segle xv o al segle xvi, establint-se al segle xvi al Sirdarià, prop dels kazakhs. Anteriorment haurien estat part de l'Horda Nogai. Inicialment s'haurien dividit en dues seccions, els Karakalpaks Superior (al Sirdarià inferior des de la desembocadura fins a Taixkent) i els Inferiors (a la vora de la mar d'Aral). L'autoritat estava en un kan, però el major poder el tenien els khoges.
Al segle xviii són esmentats com a veïns del kanat de Khivà. La primera menció és del 1715 i la fa el viatger Bell d'Antermony que va estar a la regió del Volga i diu que un grup anomenats els karakalpaks que vivien al desert a l'est, junt amb els tàtars, feia incursions a Samara. El 1722 el kan dels karakalpaks Abu l-Muzaffar Saadat Inayat Muhammad Bahadur va signar un tractat amb l'ambaixador rus Vershinin. El 1732 amenaçats pels kazakhs, van reforár l'aliança amb Rússia. El 1741 els karakalpaks de l'Horda inferior que eren uns 30.000 van presentar la submissió al rus Dimitri Gladyschef. A mitjan segle un grup important tenia la seva capital d'hivern a Khawas al Sirdarià central, i el príncep (tura) es va aliar al atalik de Bukharà Muhammad Rahim (1755) i tres mil famílies es van establir a Samarcanda; es creu que estaven sent empesos pels kazakhs i van acabar expulsat de la vall del Sirdarià al final del segle.
Al segle següent són esmentats una mica al sud al Yeni Darya, i estaven sotmesos al kan dels Kungrat quan Muhammad Rahim de Khivà (1807-1811) va fer una campanya a la zona. Després de la unió de Kungrat i Khivà el 1811 els karakalpaks van quedar sotmesos al kanat de Khivà, però diverses vegades van tractar de separar-se'n i el 1827 es van revoltar i van conquerir la ciutat de Kungrat que van conservar algun temps, però finalment foren derrotats i una part van emigrar a Fergana on han acabat assimilats; el cap rebel Ir-Nazar-bi va agafar el títol de kan i va construir una fortalesa a la desembocadura del Kazak a la mar d'Aral. Després de la conquesta russa de Khivà el kan va cedir els territoris a l'est del braç principal del riu Amu Darya i el territori karakalpak va esdevenir rus i va formar un departament (otdyel) i després integrat al govern del Sirdarià.
El oblast autònom es va crear l'11 de maig de 1926 dins l'RSS del Kazakhstan; el 20 de març de 1932 va esdevenir República Socialista Soviètica Autònoma amb capital a Nukus (vegeu Karakalpakistan) i el 5 de desembre de 1936 agregada a l'RSS de l'Uzbekistan. Aquestes mesures van salvar la nació que estava a punt de ser absorbida per kazakhs i uzbeks. La seva llengua és considerada dialecte del kazakh però va arribar a llengua literària (escrita) el 1925 (escriptura àrab, canviada el 1928 a l'alfabet llatí i el 1940 al ciríl·lic. La seva religió és l'islam sunnita.

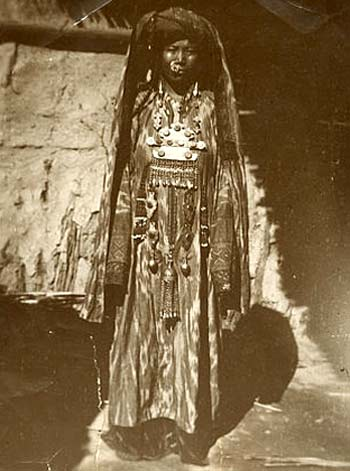
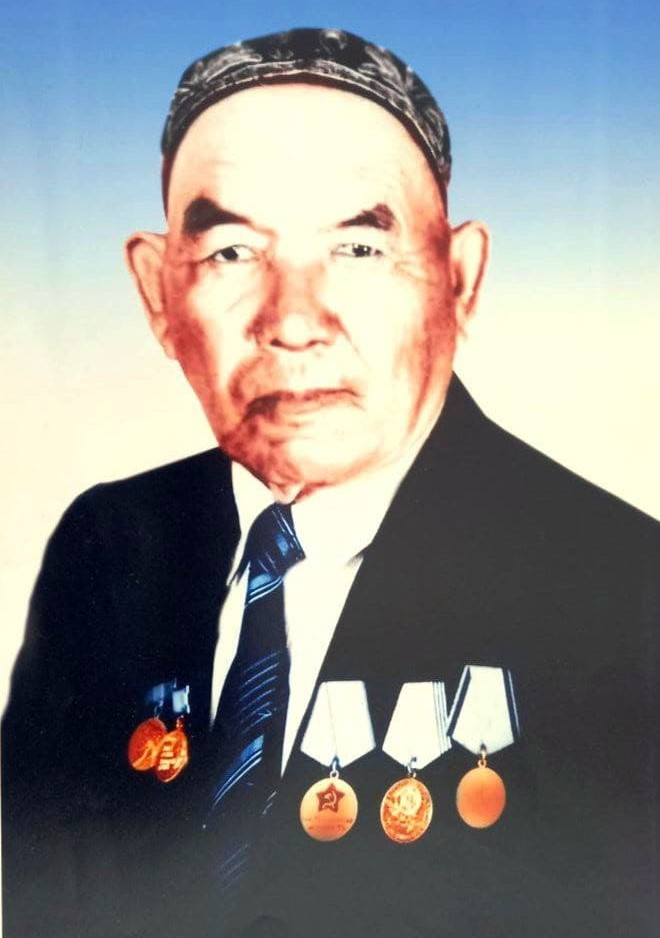
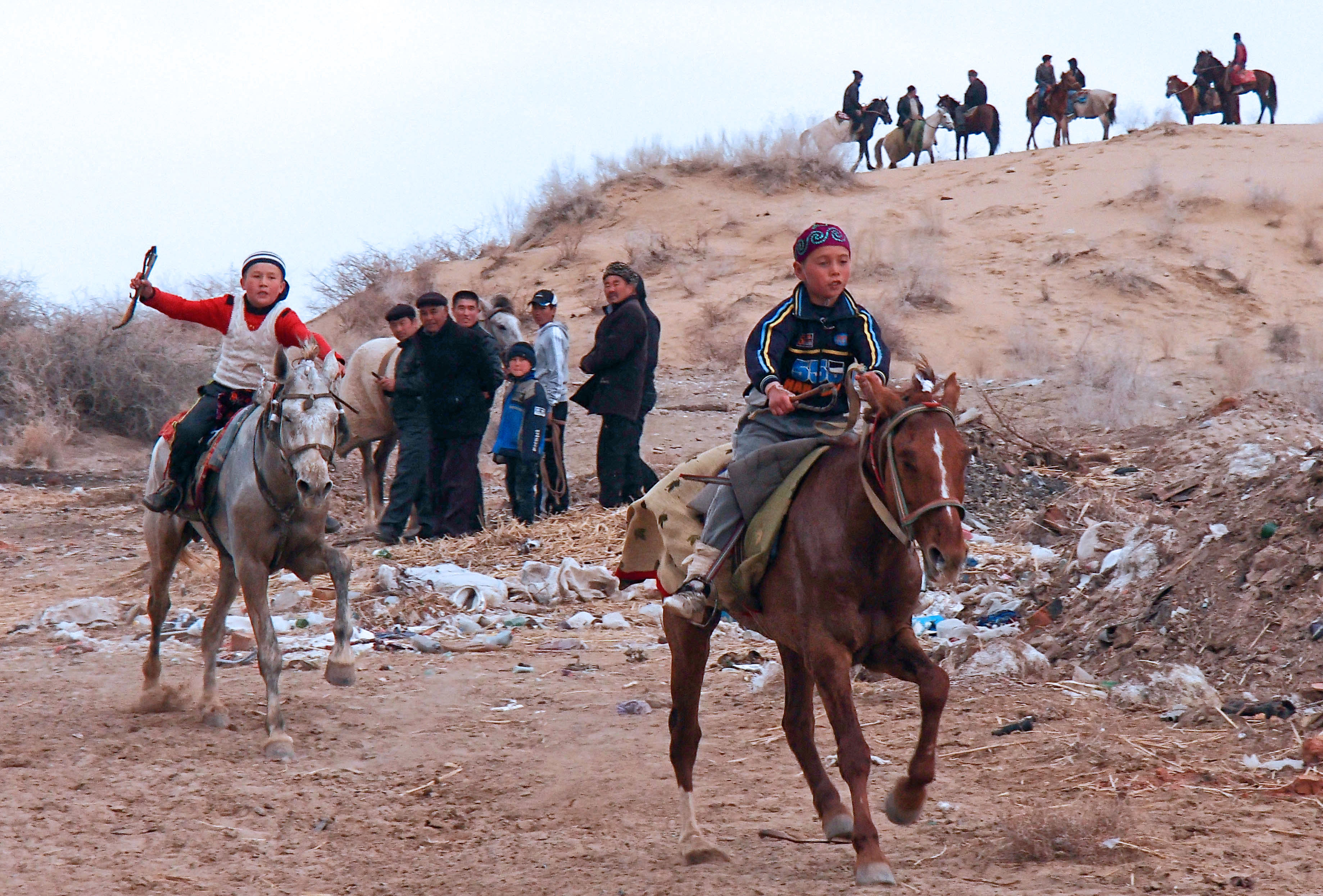
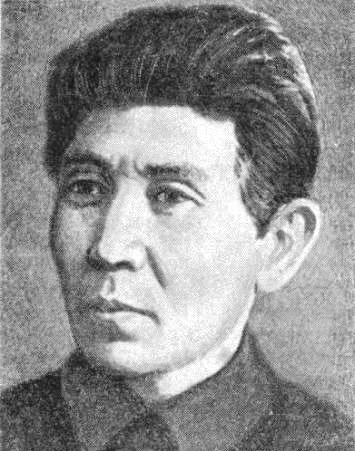
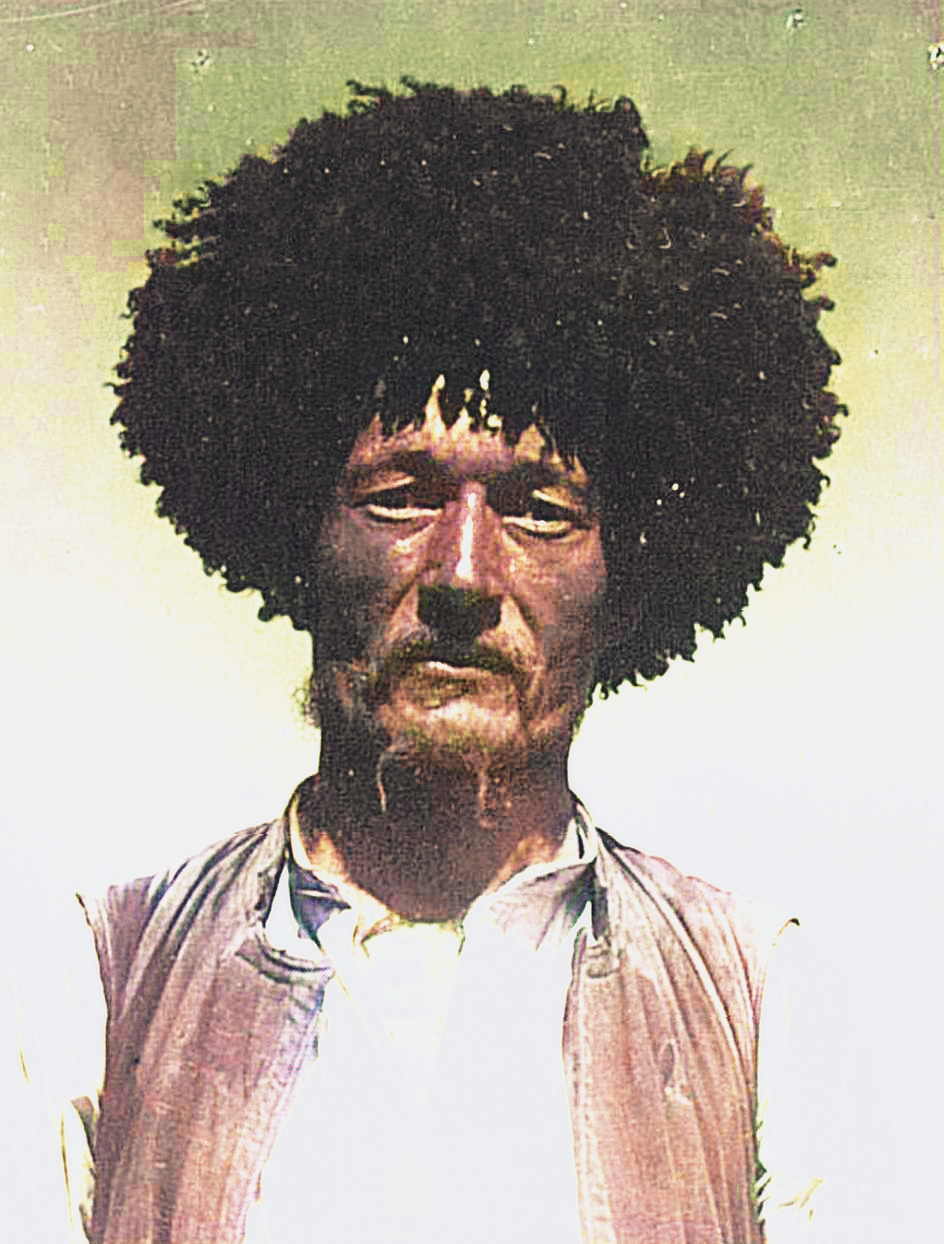
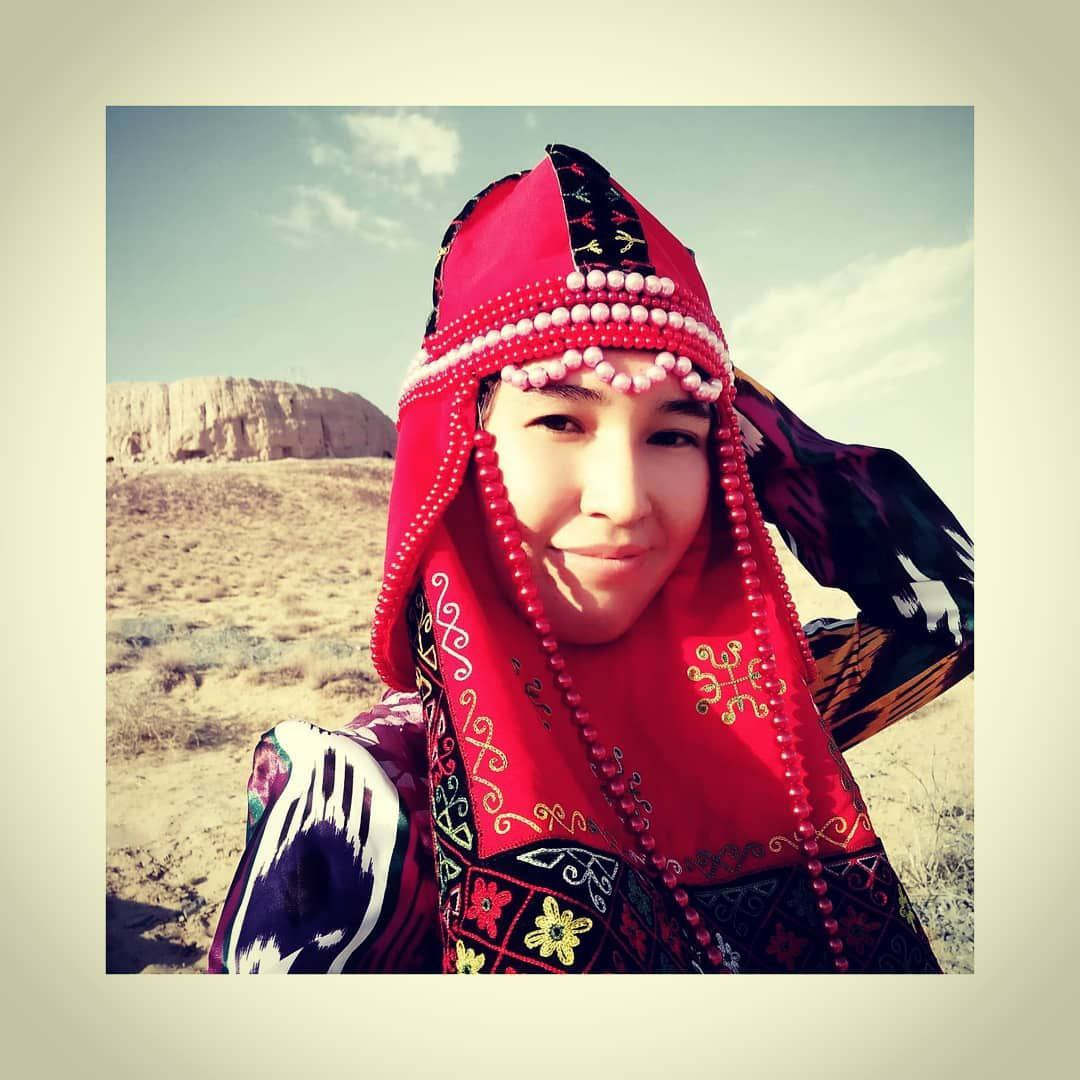
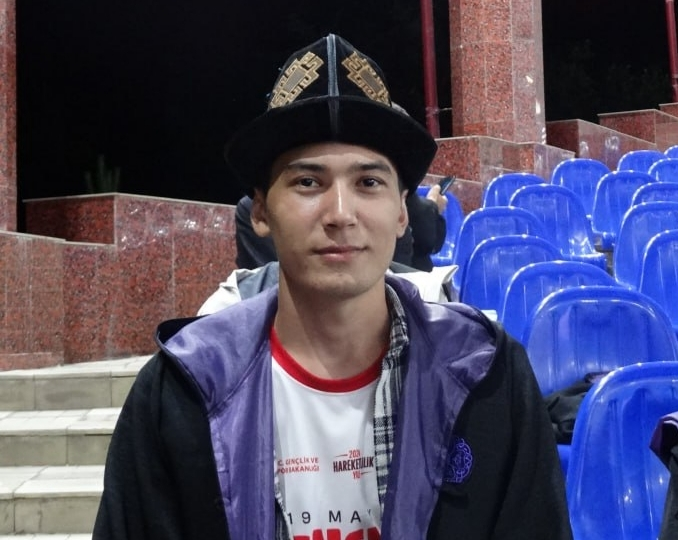
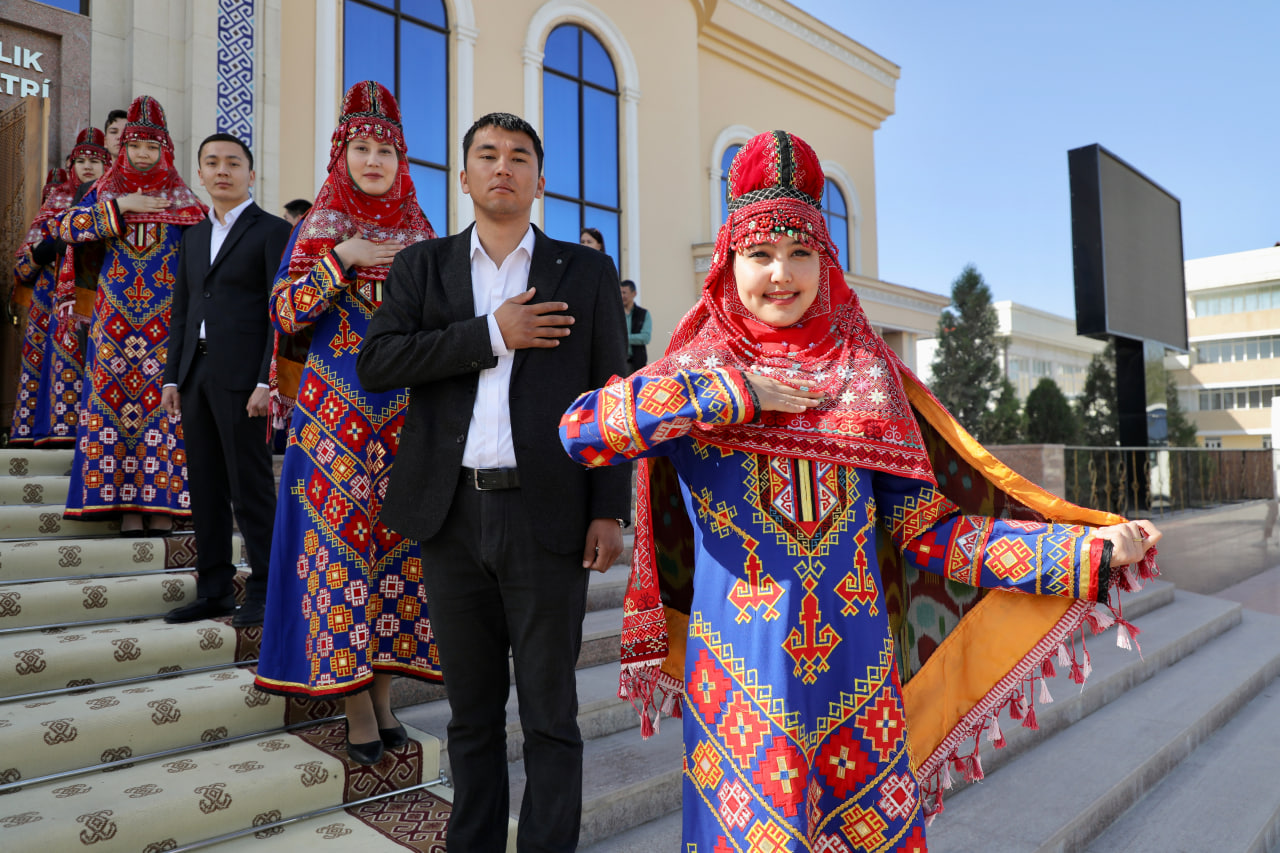
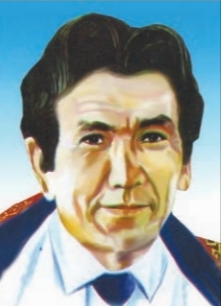